# От (кирилиця)

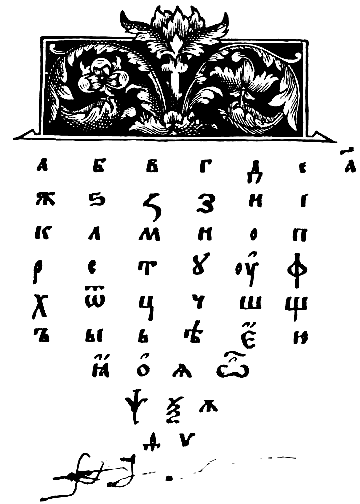
Сторінка з Абетки, першого російського підручника, надрукованого Іваном Федоровим в 1574 році. На цій сторінці представлений кириличний алфавіт.

Ѿ, ѿ («от») — буква старослов'янської кирилиці. Хоча вона з'явилася як лігатура букв Ѡ, ѡ («омега») і Т («твердо»), вона функціонує як окрема буква алфавіту, наступна після хіра і перед ци. Вона ввійшла до найпершого друкованого кириличного абецедарія (на ілюстрації), і продовжує використовуватися в сучасну епоху.
От використовується в церковнослов'янській мові для позначення прийменника отъ і приставки от-. Вона не використовується для цієї послідовності букв у будь-якому іншому контексті, а також не може бути замінена послідовністю «от» в зазначених випадках. Вона використовувалася зі схожою метою в середньовічній писемності інших слов'янських мов, що використовують кирилицю. У друкованих книгах ѿ використовується з більшою перевагою, ніж ѡ҃ для позначення числа 800.